# Rio Wajja
O rio Wajja é um curso de água do oeste da Etiópia e um afluente do rio Hanger fazendo assim parte da bacia hidrográfica do Nilo Azul.